# Aleijda Wolfsen
Aleijda Wolfsen (Zwolle, 22 de octubre de 1648-Zwolle, 25 de agosto de 1692) fue una pintora del Siglo de oro neerlandés.

## Biografía
Hija del alcalde Hendrik Wolfsen (1615-1684) y Aleijda Verwers (1626-1665), nació en Zwolle en la casa llamada Grote Aa bij de Wal, más tarde nombrada Melkmarkt 53. Su padre ocupó importantes cargos políticos y en 1657 la familia se trasladó a La Haya, aunque mantuvieron su casa de Zwolle. Wolfsen fue alumna de Caspar Netscher, amigo de la familia, a quien conocían desde su estancia en Zwolle, donde Netscher había sido alumno de Gerard ter Borch. Su nombre apareció a menudo como testigo del nacimiento de los hijos de Netscher. En 1665 la madre de Aleijda falleció en el parto de su undécima criatura. Su padre se volvió a casar tres años más tarde, pero antes, la misma Aleijda, había contraído matrimonio con el alcalde de Zwolle Pieter Soury el 5 de octubre de 1667 en Rijswijk.
Fue a vivir en la casa de Zwolle con su marido y, como su padre había hecho, mantuvo la casa a pesar de que se trasladaron durante algunos años a La Haya y Ámsterdam. Ella continuó con su pintura después de su matrimonio, cosa un poco inusual para su tiempo. Su padre escribió un poema en un álbum guardado por Gesina ter Borch en 1660, lo que indica que la familia hacía vida social en círculos artísticos.

## Trabajos
Su primer trabajo firmado es de 1670 y su trabajo más tardío está datado en 1691. Sus obras son en su mayoría retratos del círculo de amigos de la familia, con algunas alegorías históricas. Aleijda era conocida y respetada como pintora y está documentada, por su parte, la realización del retrato de Guillermo III de Inglaterra en 1674. Su biografía fue incluida en las Vidas de los pintores y pintoras holandeses por Jacob Campo Weyerman, quién la llamó 'Penseel-Prinses' («princesa del pincel»).
Falleció de parto al dar a luz a su decimoquinta criatura, que tampoco sobrevivió y fue enterrada con ella. Le sobrevivieron diez hijos de edades comprendidas entre los dos y los veintidós años.